# Magaluf

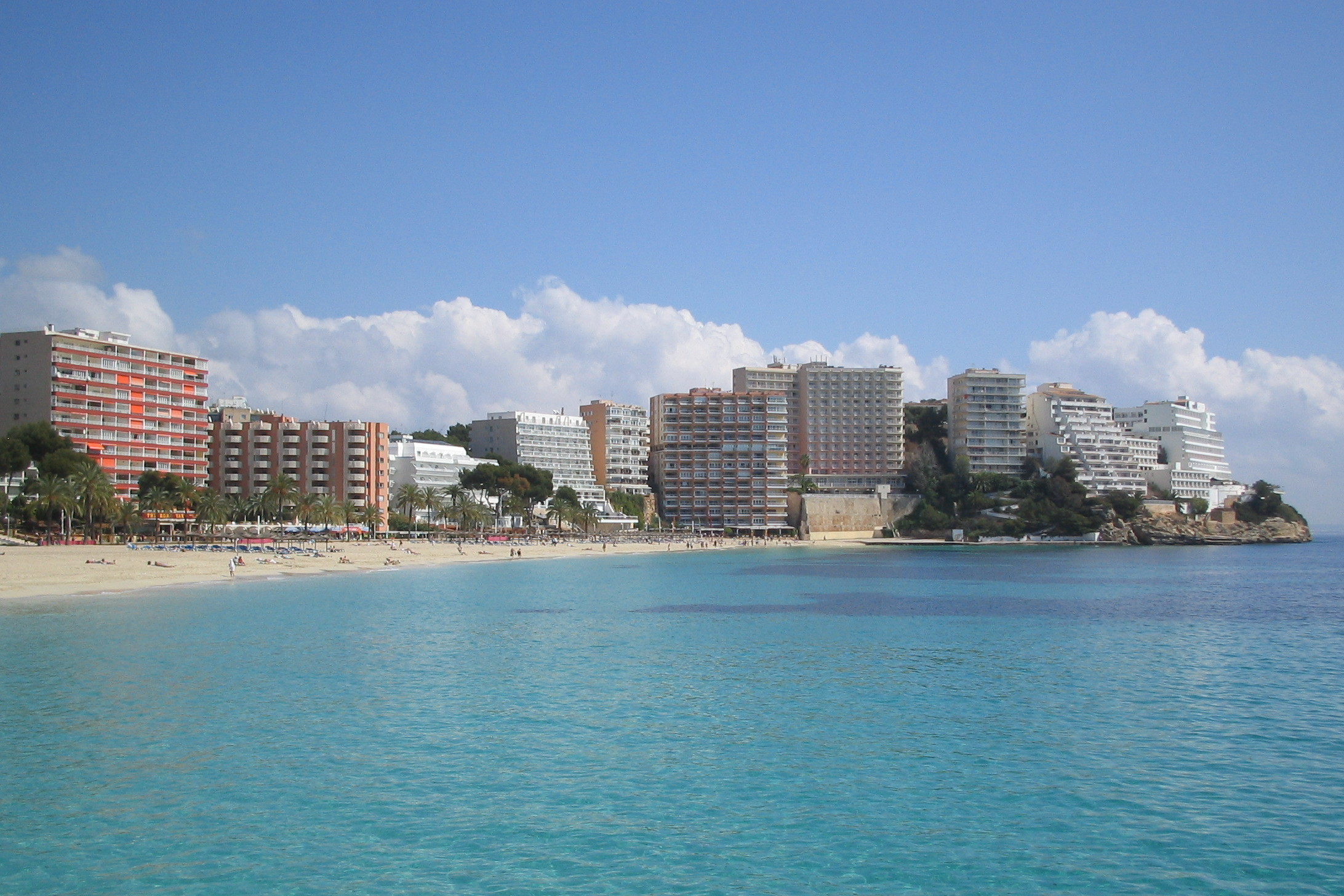
Baía de Magaluf

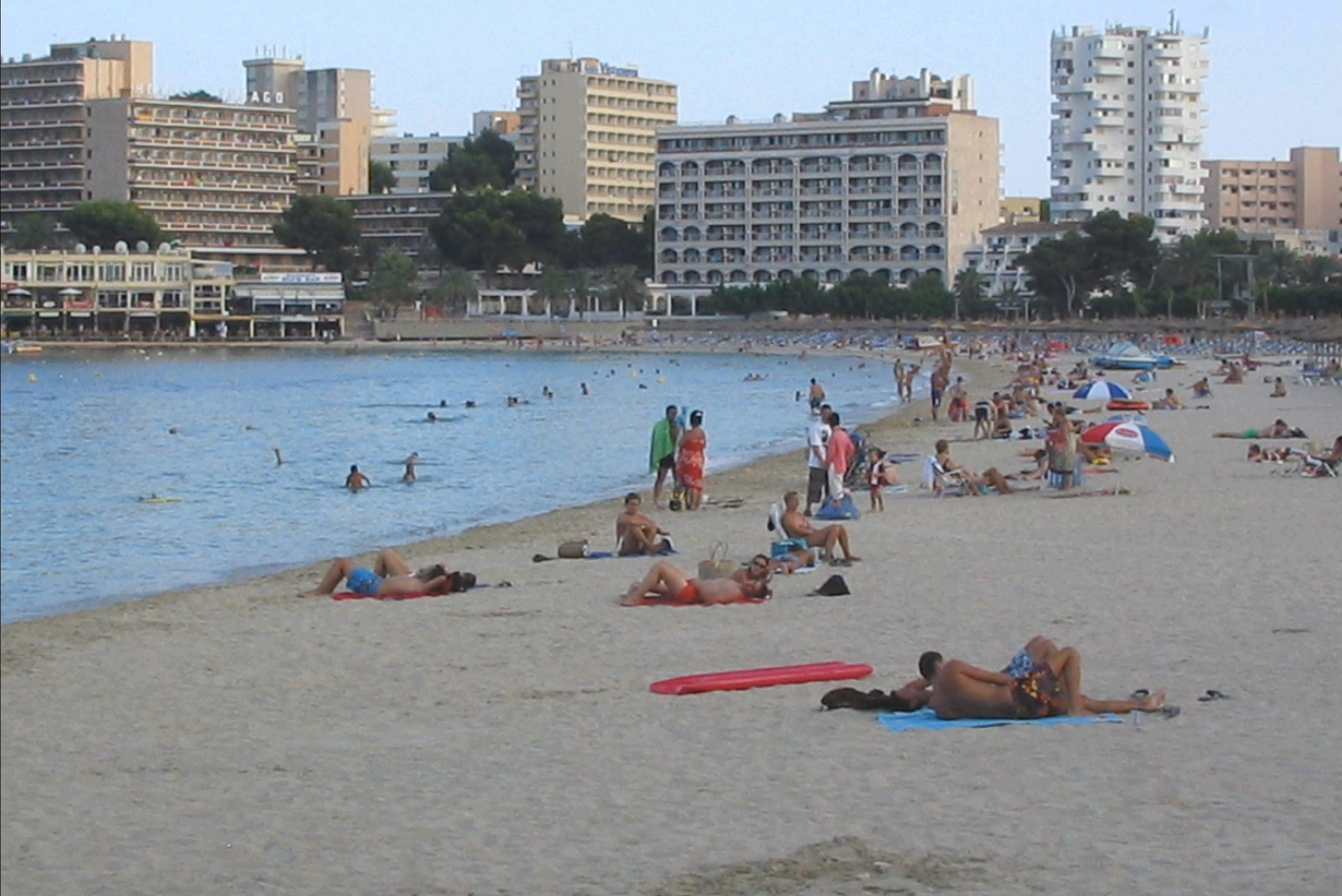
Praia de Magaluf, Maiorca

Magaluf é uma localidade turística situada na ilha Maiorca do arquipélago das Baleares, no mar Mediterrâneo, na Espanha. Às vezes, é grafada erroneamente como Magalluf. 
Magaluf conta com uma praia de 1 km de comprimento, uma centena de hotéis e apart-hotéis, assim como uma imensa quantidade de bares, restaurantes, lojas e clubes noturnos. Segundo o censo de 2006, a população permanente é de 4.346 habitantes.